# Concord, Kalifornien
Concord är en stad i Kalifornien i USA. Staden är en av de större förorterna till Oakland och San Francisco.